# Хуртиг, Юзеф
Юзеф Хуртиг (пол. Józef Hurtig; 19 марта 1771, Варшава — 15 августа 1831, там же) — польский бригадный генерал, участник наполеоновских войн.

## Биография
Военную службу начал в 1788 году в артиллерии. Поручик в 1792 году.
Участник боевых действий против русских войск во время восстания Костюшко в 1794 году. За проявленные мужеством и умелые действия Ю. Хуртигу был присвоен чин капитана артиллерии. После поражения Варшавского восстания — в отставке.
С 1806 года — майор штаба генерала Я. Домбровского.
Затем во время Войны четвёртой коалиции при осаде Данцига в 1807 году в составе польских легионов, входивших в армию императора Наполеона I, командовал артиллерией 3-й польской дивизии (Познанский и Калишский легионы). Участник французской интервенции в Испанию. С 1811 года — полковник.
В походе Наполеона против России в 1812 г. командовал артиллерией Четвёртого корпуса в составе Кавалерийского резерва Великой армии.
Отличился, участвуя в войне Наполеона против коалиции европейских держав 1812—1814 г.
В 1815 году Юзеф Хуртиг вернулся в Польшу и вступил в армию Царства Польского на должность командира позиционной батареи конной артиллерии в составе Войска Польского, оставался командиром этой же батареи и после того, как она стала именоваться гвардией.
В 1817—1820 годы служил в штабе артиллерии корпуса. Звание генерала получил в 1826 году.
В 1828 г. был назначен комендантом одной из важнейших крепостей Российской империи в Царстве Польском  — Замостье. В этой должности Юзеф Хуртиг стал известен своими садистскими методами обращения с политическими заключенными, которые содержались в подземельях крепости. Особые издевательства применялись к членам польского «Патриотического товарищества», в частности, к В. Лукасиньскому.
Во время ноябрьского восстания в 1830 г. был отозван в Варшаву. Однако, заподозренный в сговоре с русскими властями, должности не получил.
В июне 1831 года в ходе беспорядков на улицах Варшавы был жестого избит толпой и арестован, а 15 августе того же года — повешен на Замковой площади в Варшаве.

## Награды
- Кавалер ордена Почётного легиона (1807)
- Золотой крест ордена «Virtuti Militari» (1807)
- Офицер ордена Почётного легиона (1812)
- Орден Святой Анны 2-й степени с бриллиантами (1825)
- Почетный знак за 25 лет безупречной офицерской службы (1830)
- Орден Святого Станислава 2-й степени (1830)